# Boletín Oficial del Mercosur
El Boletín Oficial del Mercosur es el órgano que publica literatura de las decisiones y otros actos administrativos del bloque multilateral y es administrado por la Secretaría del Mercosur.

## Historia
El Boletín fue creado el 17 de diciembre de 1994 por el artículo 39 del Protocolo de Ouro Preto:

«Serán publicados en el Boletín Oficial del Mercosur, íntegramente, en los idiomas español y portugués, el tenor de las Decisiones del Consejo del Mercado Común, de las Resoluciones del Grupo Mercado Común, de las Directivas de la Comisión de Comercio del Mercosur y de los Laudos Arbitrales de solución de controversias, así como cualquier acto al cual el Consejo del Mercado Común o el Grupo Mercado Común entiendan necesario atribuirle publicidad oficial»